# Ruslana Taran
Ruslana Oleksijivna Taran (ukrainska: Руслана Олексіївна Таран), född den 27 oktober 1970 i Jevpatorija, är en ukrainsk seglare.
Hon tog OS-silver i yngling i samband med de olympiska seglingstävlingarna 2004 i Aten.